# Struhařov (okres Benešov)
Struhařov (Duits: Struharau of Struharau bei Benneschau), voorheen Strhařov, is een Tsjechische gemeente in de regio Midden-Bohemen en maakt deel uit van het district Benešov. Het dorp ligt op 5 kilometer afstand van de stad Benešov.
Struhařov telt 1015 inwoners (2025).

## Geografie
De gemeente bestaat uit de volgende plaatsen:
- Struhařov
- Babčice
- Bořeňovice
- Budkov
- Býkovice
- Dolní Podhájí
- Hlíňánky
- Horní Podhájí
- Jezero
- Myslič
- Pecínov
- Skalice
- Střížkov
- Svatý Jan
- Věřice

Tot 1950 maakte ook de buurtschap Nechyba deel van uit de gemeente. Daarna werd de buurtschap bij Benešov gevoegd.
De Okrouhlickýbeek (Duits: Wokraulitzer Bach) stroomt door het dorp. Ook de Sedlickýbeek (Duits: Sedlitzer Bach) en Budkovskýbeek (Duits: Budkauer Bach) stromen door de gemeente. Verder is er een aantal vijvers en meertjes, waaronder het Budkovskýmeer (Duits: Budkauer Teich) en Podhájskýmeer (Duits: Podhayer Teich).

## Geschiedenis
De eerste schriftelijke vermelding van het dorp dateert van 1370, toen in de schenkingsakte van de kerk van Popovice de landsheer Arnest z Strhařov werd genoemd. In 1446 behoorde Strhařov toe aan Hroch z Cimburk. Anno 1579 werd het dorp verkocht aan Šebestián z Říčany uit Popovice. Onder zijn bewind werd het landgoed afgescheiden van Popovice en in de tweede helft van de zestiende eeuw werd een stenen fort gebouwd, dat toeviel aan zijn zoon Jan.
Door de nabijheid van het landgoed Jemniště was het zelfbestuur echter van korte duur: in  1699 voegde Ferdinand František z Říčany Struhařov bij Jemniště; begin achttiende eeuw verdween het fort. De vermoedelijke locatie van het voormalige fort bevindt zich ter hoogte van het boerderijgebouw op nummer 42.
Volgens het kadaster van 1844 was Struhařov een nederzetting met twee dorpspleinen; op het noordelijke stond de Mariakapel. Gedurende 1877 verrees een gemeentelijk schoolgebouw; in 1921 werd in het gebouw een gemeentelijke bibliotheek gehuisvest. Op 5 juni 1922 werd in Struhařov een monument voor de gevallenen van de Eerste Wereldoorlog onthuld.

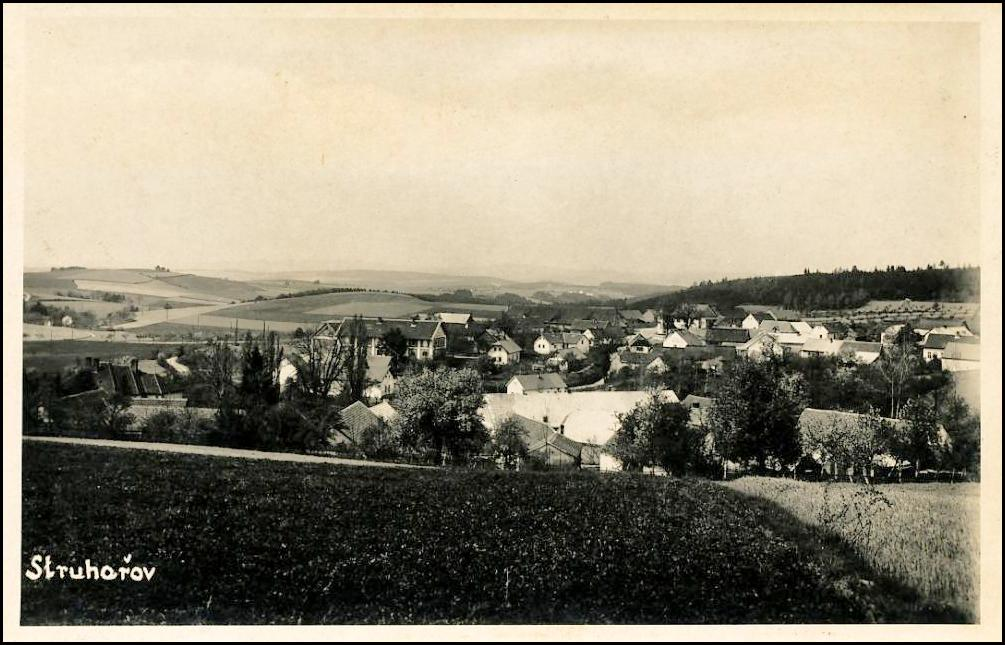
Uitzicht over Struhařov (1935)

Gedurende 1927 werd het dorp aangesloten op het elektriciteitsnet. Op kosten van de gemeente werd in 1931 een brug gebouwd bij de boerderij op nummer 21. Een nieuw gemeentelijk schoolgebouw (thans gesloten) werd aan het begin van 1940 gebouwd.
Tussen 1961 en 1986 werden drainagemaatregelen uitgevoerd op de drassige weiden rond de Okrouhlickýbeek. Eveneens gedurende die periode werden appartementsgebouwen uit de grond gestampt, waardoor de transformatie tot een centrumgemeente werd ingezet. In de loop van 2006 werden de riolering en waterzuiveringsinstallatie in gebruik genomen.
Sinds 1960 maakt Struhařov deel uit van het district Benešov. Tussen 1980 en 1992 was Struhařov een deelgemeente van Čechtice.

## Verkeer en vervoer

### Autowegen
Struhařov is te bereiken via diverse regionale wegen. 

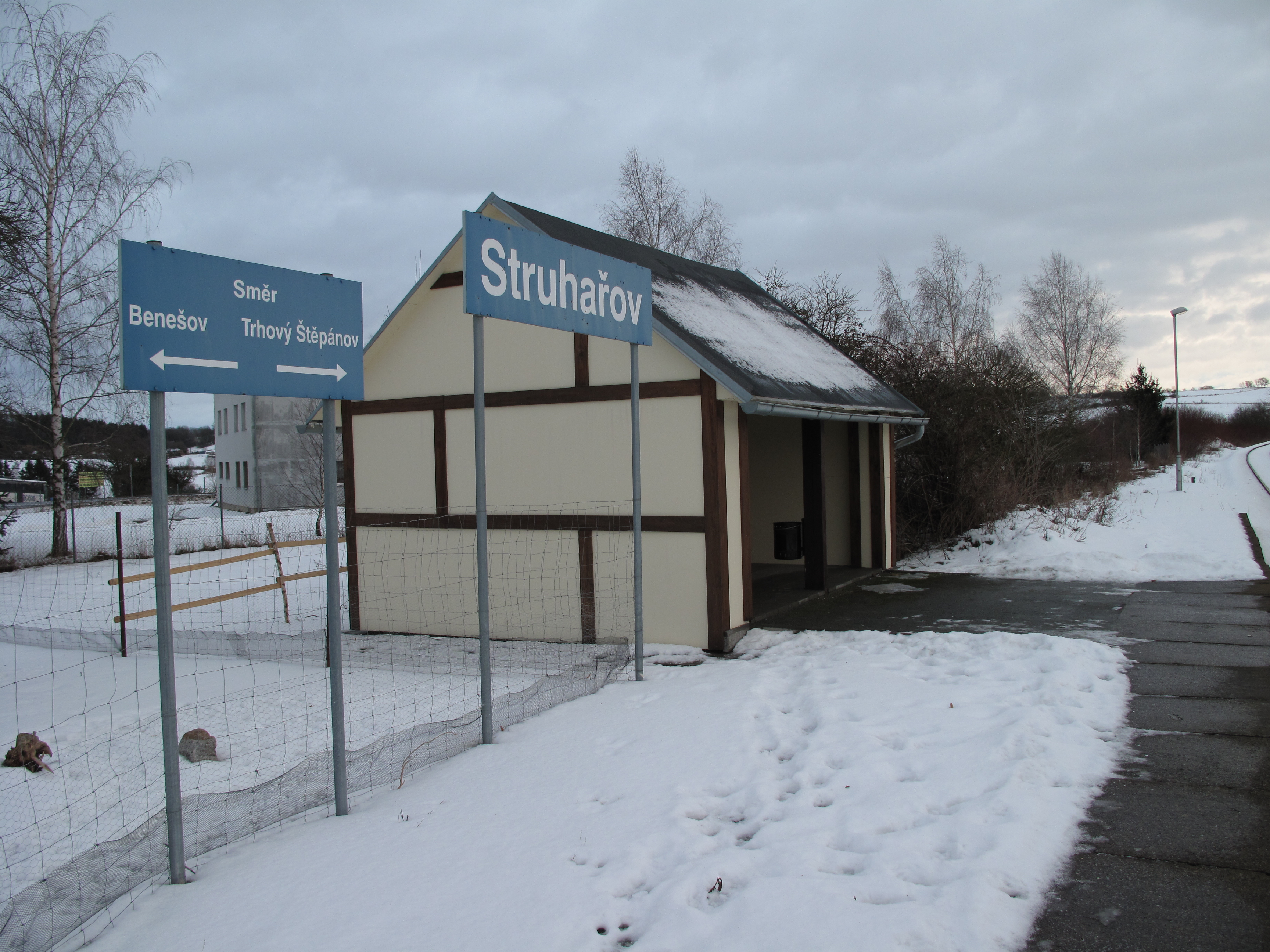
Station Struhařov (2017)

### Spoorlijnen
Station Struhařov ligt aan de spoorlijn van Praag naar Benešov en Vlašim. In 2016 werd een voetpad aangelegd dat het dorp verbindt met het treinstation en de bushalte aldaar. 

### Buslijnen
Er zijn diverse bushaltes in de gemeente, die Struhařov verbinden met onder andere Benešov, Vlašim en Praag-Roztyly.

### Fietsroutes
De volgende fietsroute loopt door de gemeente:
- 0068: Čerčany - Petroupim - Popovice - Jankov

## Bezienswaardigheden
- Mariakapel;
- Monument voor de gevallenen van de Eerste Wereldoorlog.

## Galerij

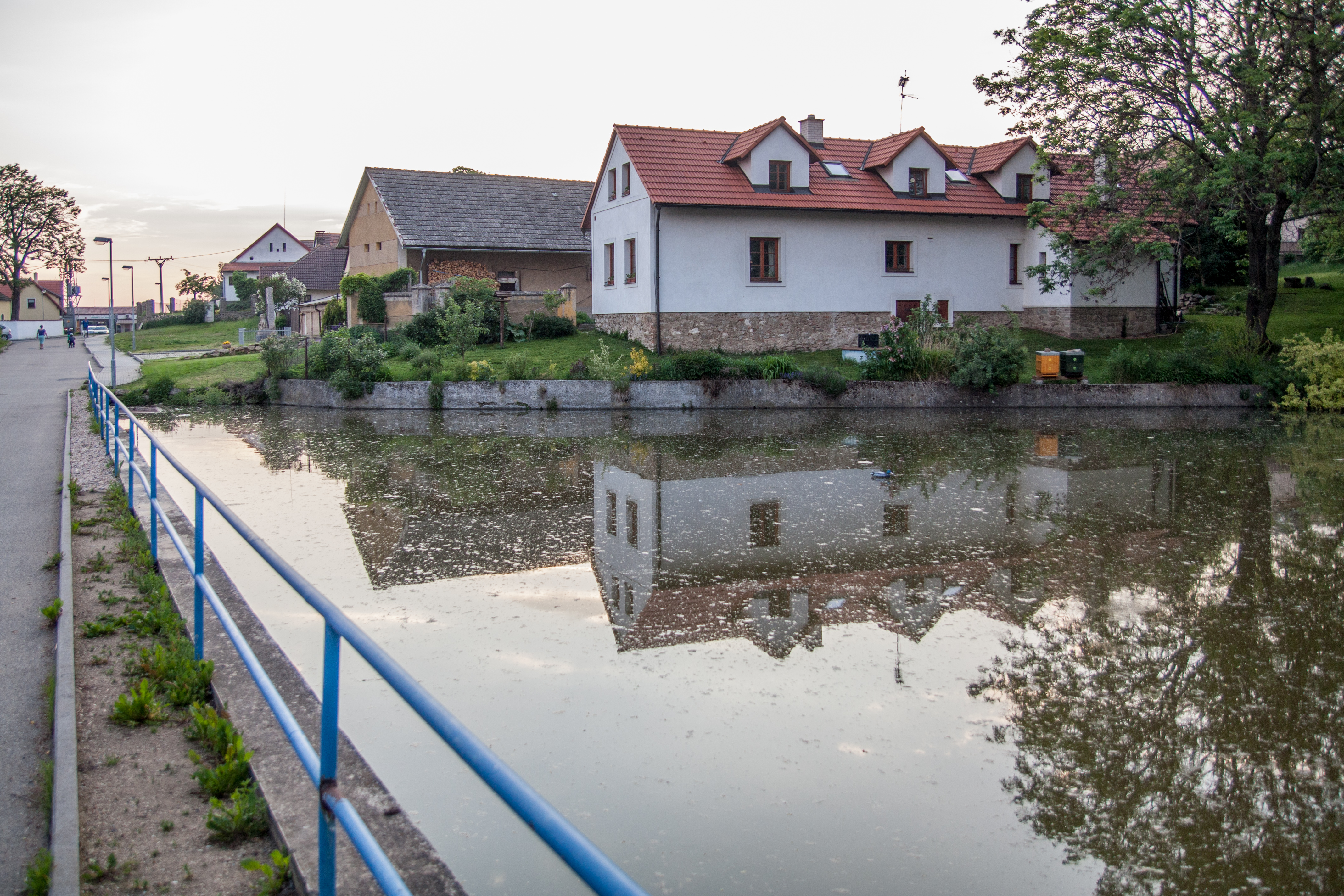
Huizen aan de dorpsvijver (2019)
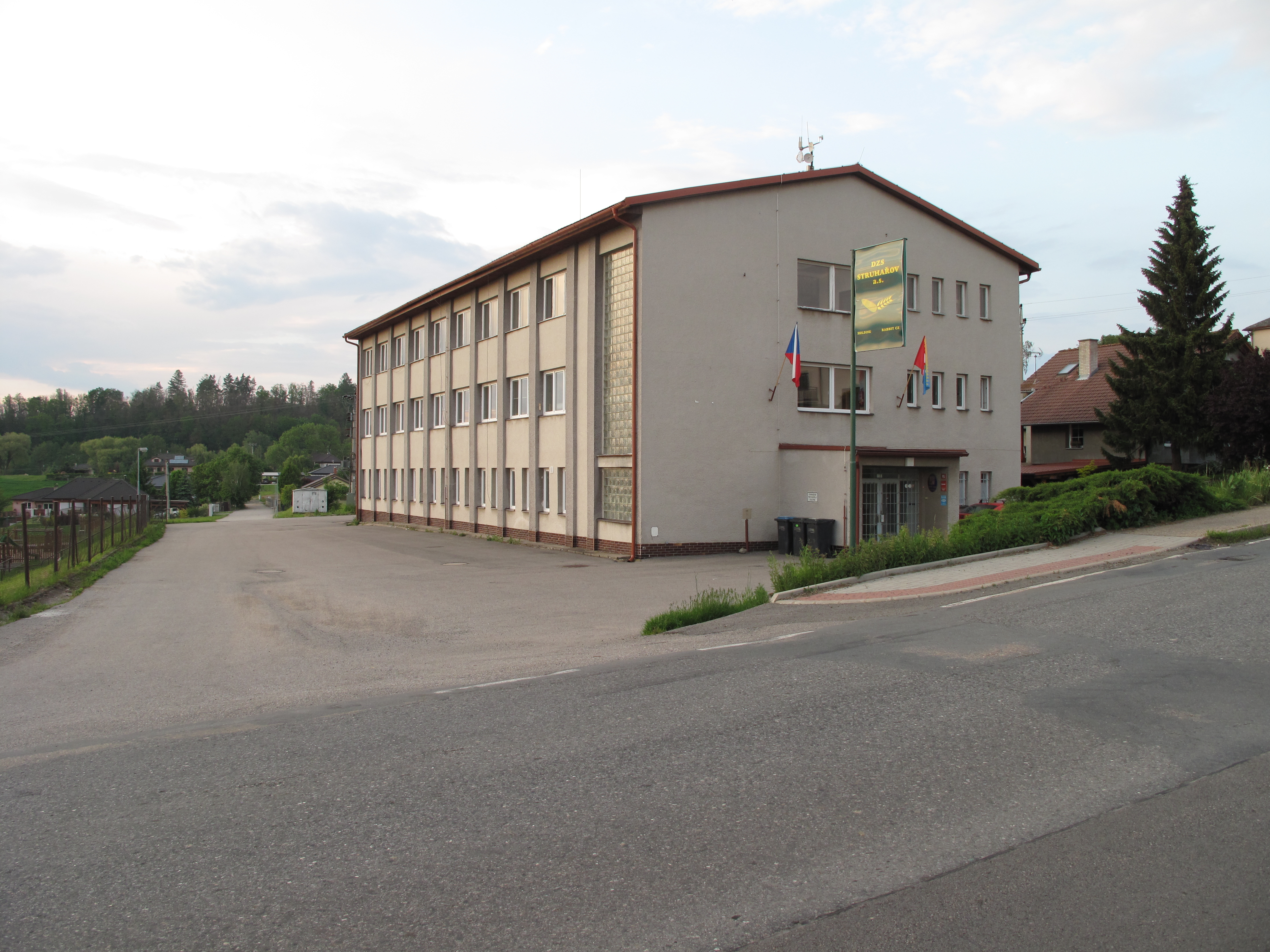
Gebouw in het dorp (2019)
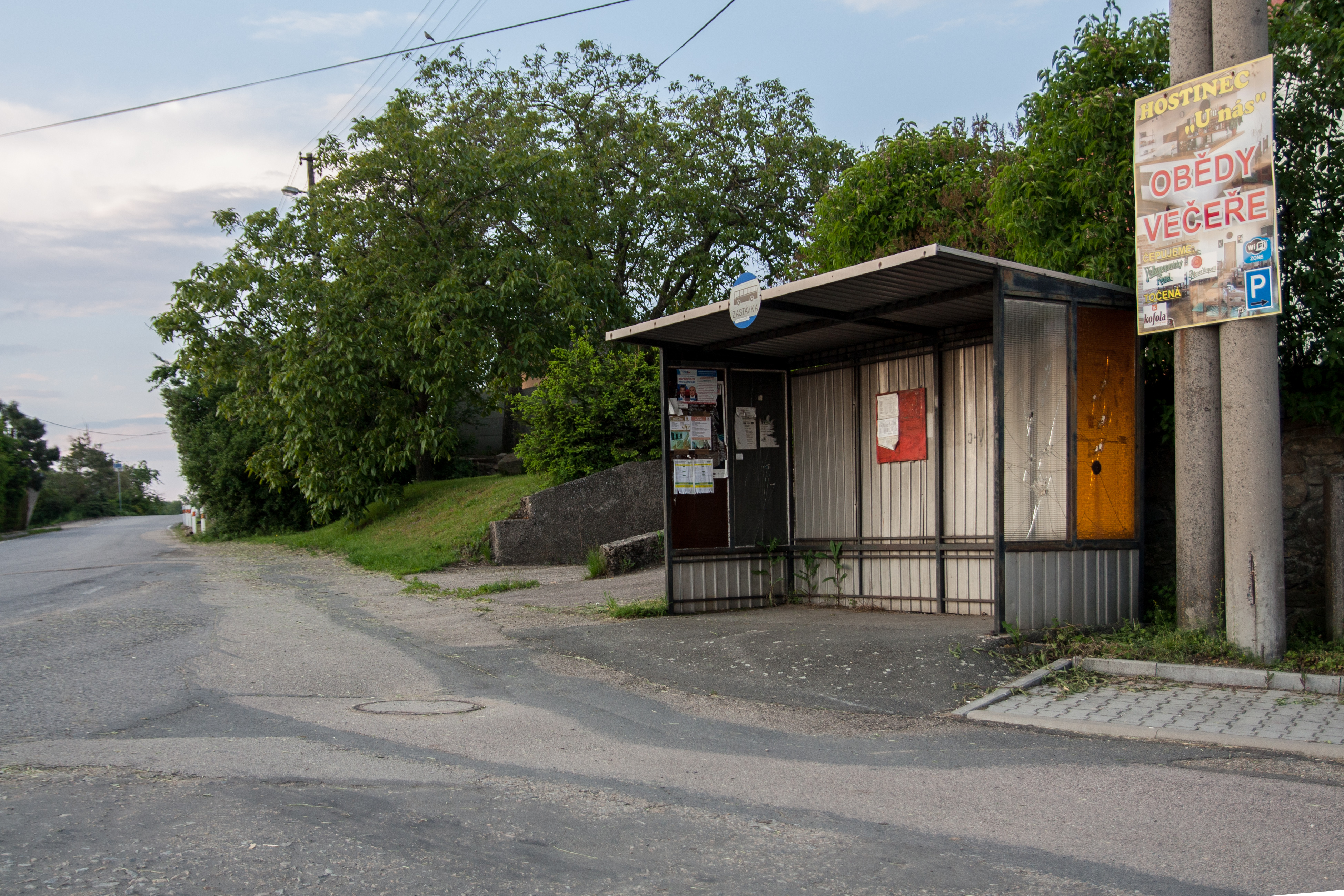
Bushalte bij het dorp (2019)
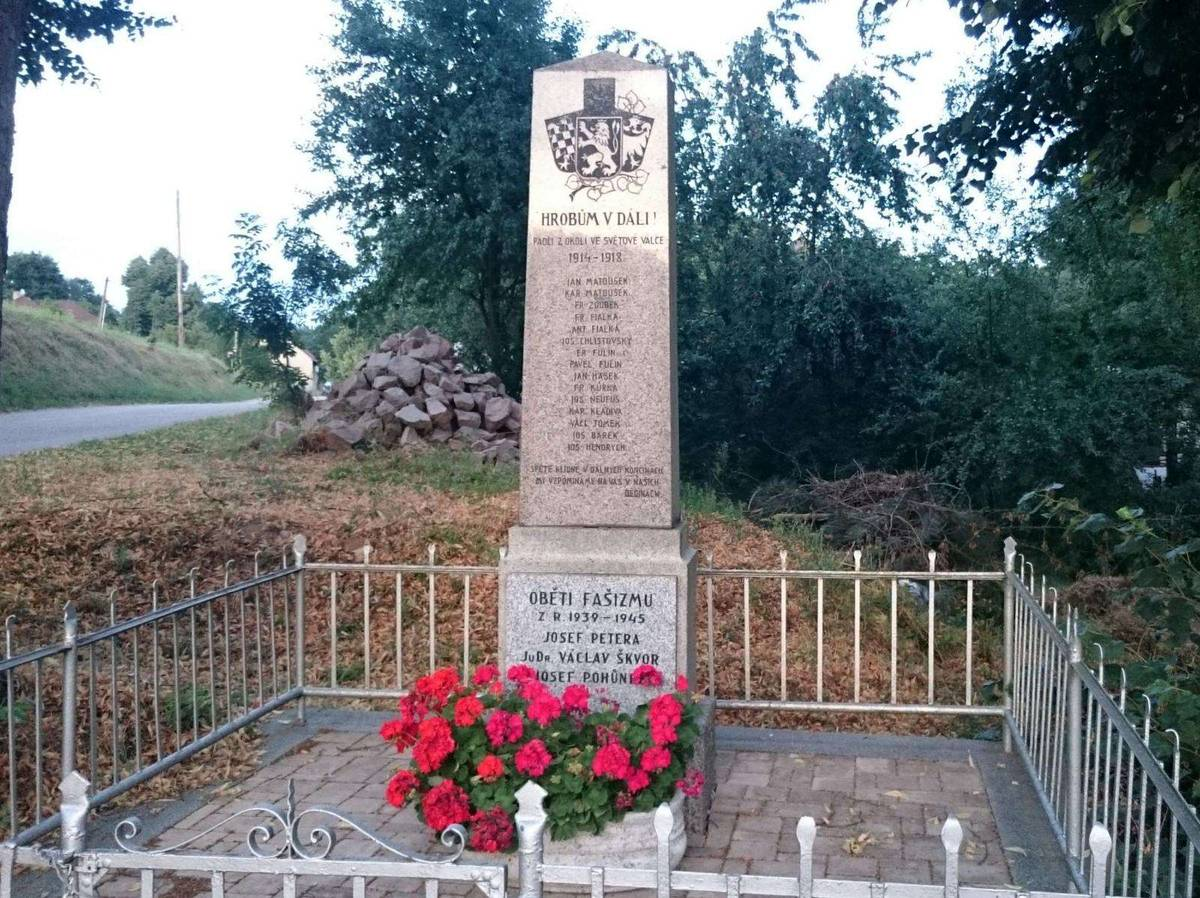
Oorlogsmonument (2021)
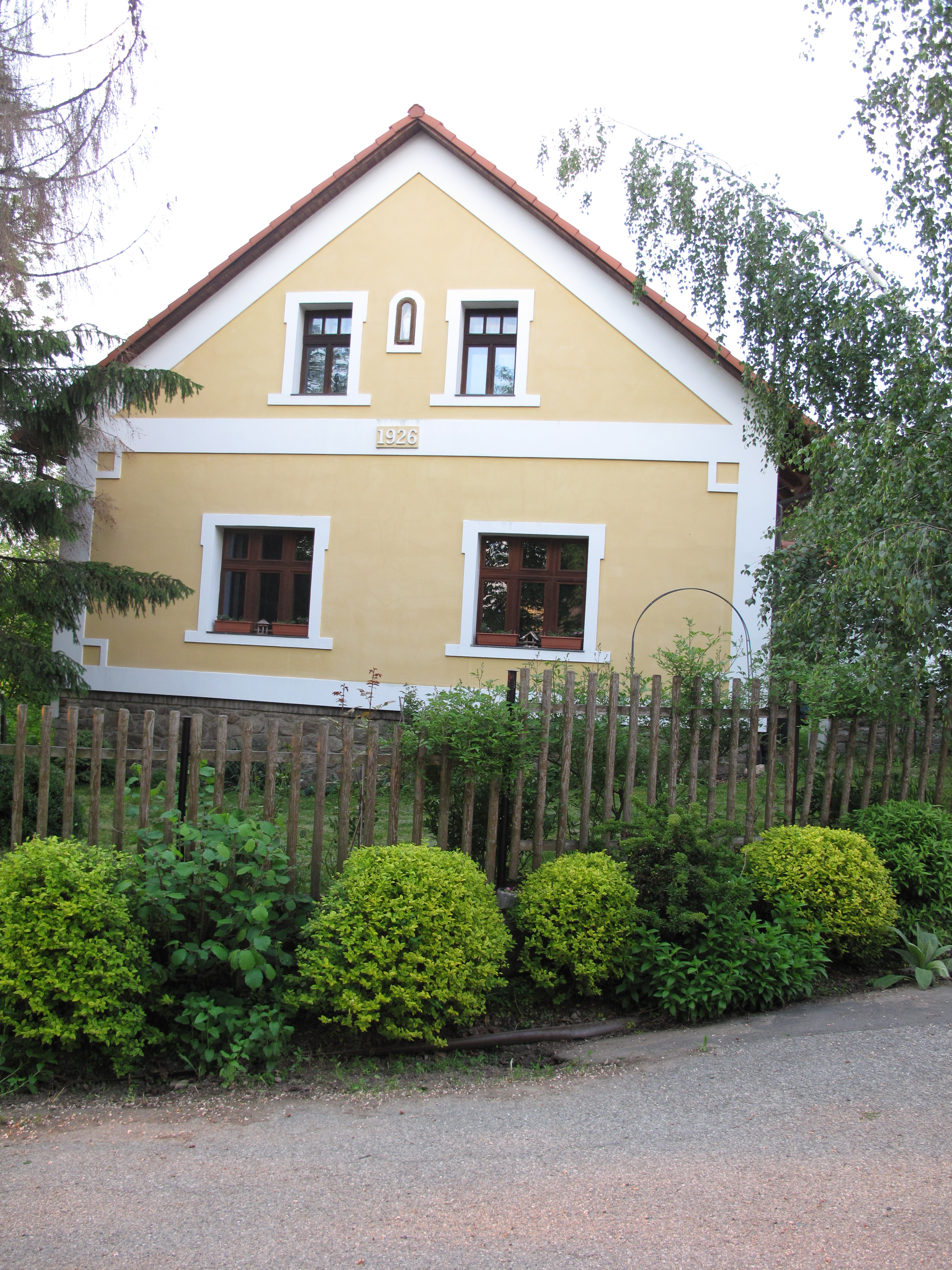
Huis in het dorp (2019)
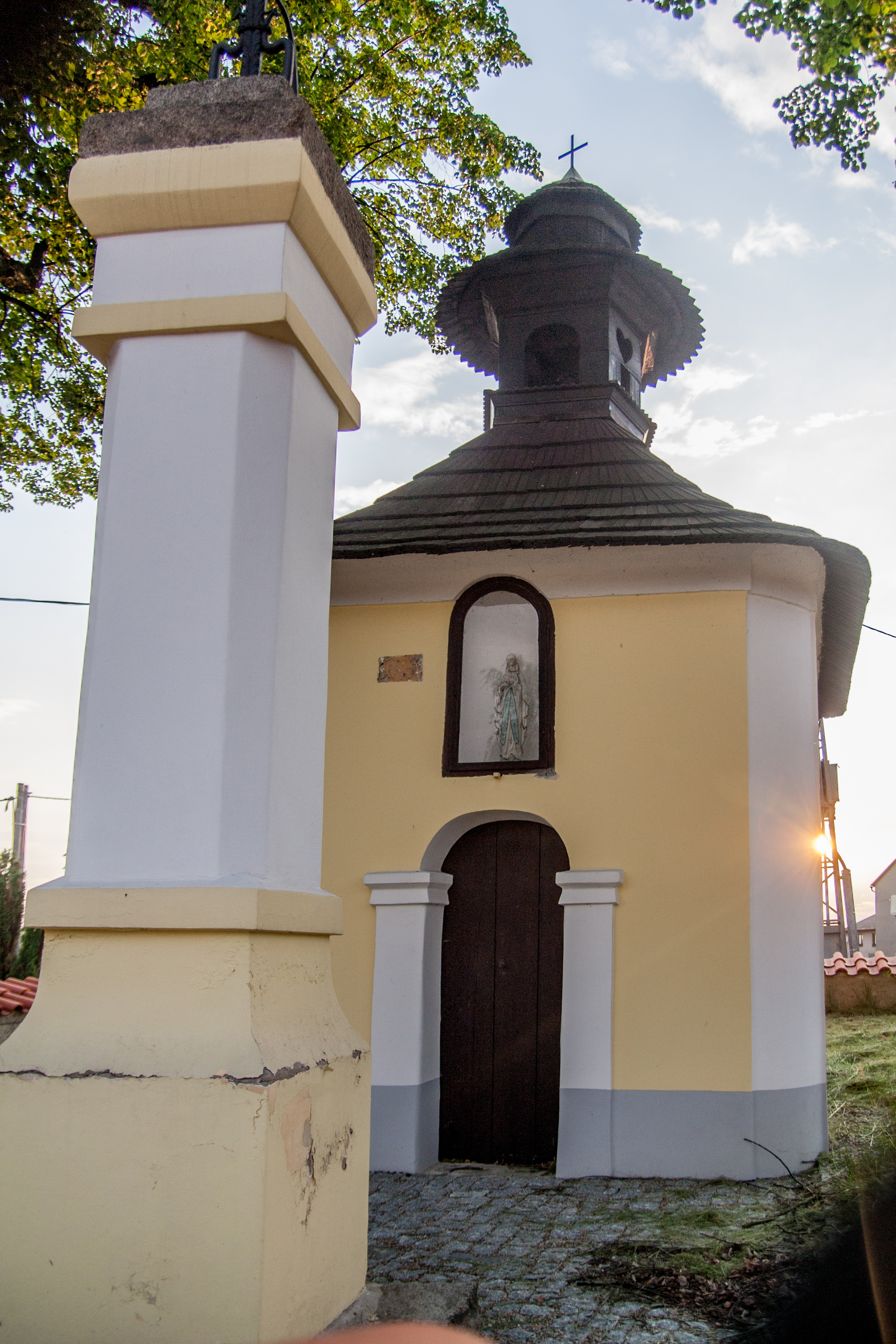
Mariakapel (2019)